# Günter Havenstein

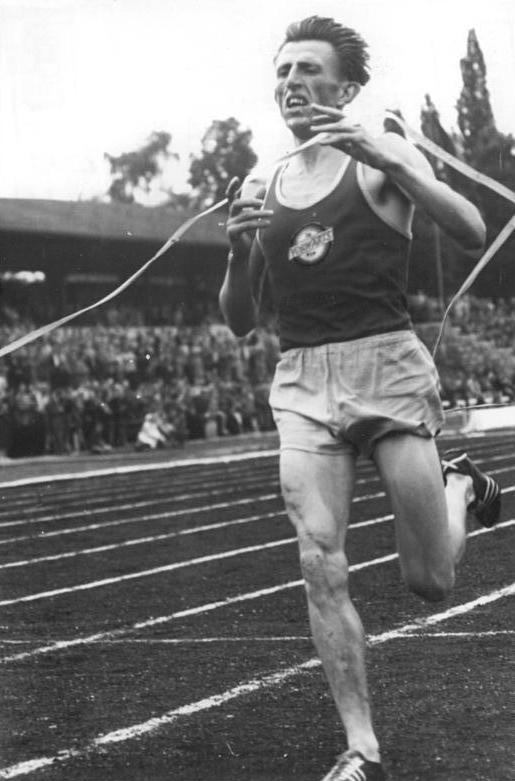
Günter Havenstein wird 1956 DDR-Meister im 10.000-Meter-Lauf

Günter Havenstein (* 14. Dezember 1928 in Kollin, Pommern; † 9. Februar 2008 in Potsdam) war ein deutscher Leichtathlet aus der DDR, der 1960 an den Olympischen Spielen teilnahm.
Havenstein erreichte zwischen 1952 und 1962 Podiumsplatzierungen bei DDR-Meisterschaften, er gewann sechs Meistertitel auf vier verschiedenen Strecken. 1952 siegte Havenstein im Waldlauf und belegte den zweiten Platz im 5000-Meter-Lauf. 1954 gewann er sowohl den Waldlauf als auch über 5000 Meter. 1955 wiederholte er seinen Titelgewinn über 5000 Meter, 1956 siegte er im 10.000-Meter-Lauf. 1960 holte er dann auch den DDR-Meistertitel im Marathonlauf, 1962 belegte er im 25-Kilometer-Lauf den zweiten Platz. 1960 konnte sich Havenstein ein einziges Mal auch für die gesamtdeutsche Mannschaft qualifizieren. Bei den Olympischen Spielen 1960 in Rom erreichte er aber in 2:41:14 h nur den 57. Platz.
1953 verbesserte Havenstein den DDR-Rekord im 1500-Meter-Lauf auf 3:53,4 min, wurde aber nach drei Tagen als Rekordler von Siegfried Herrmann abgelöst. Über 3000 Meter gelang ihm ebenfalls 1953 eine Verbesserung auf 8:29,2 min, nach drei Wochen verbesserte Stefan Lüpfert diesen Rekord. 1956 lief Havenstein über 10.000 Meter mit 29:51,4 min DDR-Rekord, erneut blieb er nur wenige Tage Rekordler, bis ihn diesmal Klaus Porbadnik ablöste. 
Havenstein startete für den ASK Vorwärts Berlin, wo er von Curt Eins trainiert wurde. Bei einer Körpergröße von 1,73 m betrug sein Wettkampfgewicht 62 kg. Havenstein war eigentlich Landwirt, diente aber während seiner Karriere als Offizier bei der NVA. Nach seiner Karriere arbeitete er als Sportlehrer. 

## Persönliche Bestleistungen
- 1500-Meter-Lauf: 3:49,6 min (1956)
- 3000-Meter-Lauf: 8:05,6 min (1956)
- 5000-Meter-Lauf: 14:09,2 min (1957)
- 10.000-Meter-Lauf: 29:49,8 min (1962)
- Marathonlauf: 2:22:45 h (1962)